# Études et Travaux
Études et Travaux – rocznik naukowy wydawany od 1966 roku w Warszawie przez Instytut Kultur Śródziemnomorskich i Orientalnych Polskiej Akademii Nauk. Publikowane są w nim wyniki prac polskich archeologów w rejonie Sudanu. Zamieszczane studia i artykuły publikowane są w językach kongresowych. Pismo cieszy się uznaniem międzynarodowym i jest podstawowym periodykiem informującym o sukcesach polskiej archeologii w rejonie Nubii.